# 린제이 로한
린제이 디 모건 로한(영어: Lindsay Dee Morgan Lohan, IPA: [ˈlin-zi ˈloʊ.ən] 1986년 7월 2일 ~ )은 미국의 배우, 가수이다. 아역 광고 모델로 데뷔해 월트 디즈니 회사의 영화에 주로 출연해 주목받는 10대 배우로 성장했으나, 최근에는 할리우드의 스캔들 메이커로서 잘 알려져 있다. 《프레리 홈 컴패니언》과 《바비》 등의 영화에서 호연을 펼쳐 연기력을 인정받고 있을 뿐 아니라, 2004년에는 머라이어 캐리의 성공을 이끈 과거 소니 레코드 사의 대표 토미 모톨라의 지휘 아래 음반을 발표하기도 했다.

## 출연 작품

### 영화
| 연도 | 제목                                | 역할                        | 비고                 |
| ---- | ----------------------------------- | --------------------------- | -------------------- |
| 1998 | 《페어런트 트랩》                   | 할리 파커/애니 제임스       |                      |
| 2000 | 《이브는 대단해》                   | 캐시 스튜어트               | 텔레비전 영화        |
| 2002 | 《소녀 탐정 렉시》                  | 알렉산드라 "렉시" 골드      | 텔레비전 영화        |
| 2003 | 《프리키 프라이데이》               | 애나 콜먼/테스 콜먼         |                      |
| 2004 | 《드라마 퀸》                       | 매리 엘리자베스 "로라" 셉   |                      |
| 2004 | 《퀸카로 살아남는 법》              | 케이티 헤론                 |                      |
| 2005 | 《허비 첫 시동을 걸다》             | 매기 페이턴                 |                      |
| 2006 | 《프레리 홈 컴패니언》              | 로라 존슨                   |                      |
| 2006 | 《행운을 돌려줘》                   | 애슐리 올브라이트           |                      |
| 2006 | 《바비》                            | 다이앤 하우서               |                      |
| 2006 | 《프랜들리 파이어 》                | 여자친구                    | DVD 발매             |
| 2006 | 《로맨틱 홀리데이》                 | 본인                        | 카메오 출연          |
| 2007 | 《챕터 27》                         | 주드 핸슨                   |                      |
| 2007 | 《조지아 룰》                       | 레이철 윌콕스               |                      |
| 2007 | 《나는 누가 날 죽였는지 알고 있다》 | 오브리 플레밍 / 다코타 모스 |                      |
| 2009 | 《레이버 페인스》                   | 테아 클레이힐               | 텔레비전 영화        |
| 2010 | 《틴에이지 파파라치》               | 본인                        | 다큐멘터리           |
| 2010 | 《Lindsay Lohan's Indian Journey》  | 본인                        | BBC Three 다큐멘터리 |
| 2010 | 《마셰티》                          | 에이프릴 부스               |                      |
| 2012 | 《First Point》                     | 본인/ 서퍼                  | 단편 예술 영화       |
| 2012 | 《러브, 마릴린》                    | 본인                        | 다큐멘터리           |
| 2012 | 《리즈 앤 딕》                      | 엘리자베스 테일러           | 텔레비전 영화        |
| 2013 | 《인어프로프리어트 코미디》         | 마릴린                      |                      |
| 2013 | 《무서운 영화 5》                   | 본인                        |                      |
| 2013 | 《트러블 메이커》                   | 타라                        | 공동 제작            |
| 2019 | 《어몽 더 섀도스》                  | 패트리샤                    |                      |
| 2022 | 《폴링 포 크리스머스》              | 시에라 벨몬트               |                      |
| 2024 | 《퀸카로 살아남는 법: 더 뮤지컬》   | 수학 경시대회 진행자        | 카메오 출연          |
| 2024 | 《아이리시 위시》                   | 매들린 "매디" 켈리          |                      |
| 2025 | 《프리키 프라이데이 2》             | 애나 콜먼                   |                      |

## 음반 목록
- Speak (2004년)
- A Little More Personal (2005년)